# This Is the Remix (album de Jessica Simpson)
Albums de Jessica Simpson
Irresistible
(2001) In This Skin
(2003)
Singles
1. Irresistible (So So Def Remix)
Sortie : 1er octobre 2001

This Is the Remix est la première compilation de remixes de la chanteuse américaine Jessica Simpson, sorti le 2 juillet 2002. L'album contient des remixes de quelques singles issus de ses deux précédents opus Sweet Kisses, paru en 1999 et Irresistible, sortit en 2001.
Il y comprend des remixes de DJs internationalement reconnus comme Peter Rauhofer, Hex Hector, Lenny Bertoldo, Soul Solution mais aussi un remix urbain du producteur Jermaine Dupri et Bryan-Michael Cox en featuring Lil Bow Wow. Le style musical est varié, allant de la dance sur le titre I Wanna Love You Forever, à la techno comme  I Think I'M In Love With You, en passant par des sonorités plus trance voire R&B comme sur les différentes versions du titre  Irresistible.
L'album n'inclus cependant pas de nouvelles chansons, et ne contient pas le remix de Where You Are en featuring Nick Lachey, produit par Lenny Bertoldo, inclus dans le single du même nom, ni même le remix urbain du single  A Little Bit.

## Historique
Le 15 avril 2002, Columbia Records annonce par la presse que Jessica Simpson sortira un album de remixes prénommé This Is the Remix. 

## Composition

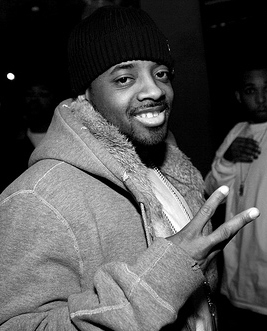
Jermaine Dupri, producteur d'une version urbaine d'une réinterprétation d'Irresistible, en avril 2005.

Cet opus comporte 7 titres issus de quatre singles de Jessica dont deux versions de I Wanna Love You Forever, produites par Soul Solution, deux versions de  I Think I'M In Love With You, produites l'une par Peter Rauhofer et une revisitée par Lenny Bertoldo.  Il y contient aussi deux réinterprétations d' Irresistible dont une version club réalisée par Hex Hector et une version urbaine produite par Jermaine Dupri et Bryan-Michael Cox en featuring Lil Bow Wow.
Le remix urbain produit par Jermaine Dupri et Bryan-Michael Cox en featuring Lil Bow Wow, contient un sample du titre Jungle Boogie, paru en 1973, interprété par Kool & The Gang, écrit par R. Bell, C. Smith, R. Mickens, D. Boyce, A. Westfield, D. Thomas, R. Bell, G. Brown et des éléments rejoués du titre Why You Treat Me So Bad de Club Nouveau paru en 1986, écrit par J. Knight, T. McElroy et D. Foster. Le disque se clôture par  A Little Bit, produit par Guido Osorio.

## Singles
Le 12 avril 2001, elle sort " Irresistible", premier single, qui porte le même nom que le titre de son second album, Irresistible. La chanson a reçu des critiques négatives jugeant les paroles de "trop sexuellement osées". Plus tard, Jermaine Dupri, producteur et président du label So So Def Recordings, décide de faire le remix de " Irresistible" avec le rappeur Lil Bow Wow. Ce remix étant un succès, bénéifice alors d'un montage vidéo alternant les scènes du vidéoclip original et les scènes de Jermaine Dupri et Lil Bow Wow, réalisées par Cameron Casey. De par son attitude sexy, complétée des paroles suggestives et de l'histoire véhiculée dans son vidéoclip ainsi que du remix urbain produit par Jermaine Dupri, Jessica Simpson s’émancipe et est alors comparée à Mariah Carey lors de sa période d'émancipation parue en 1997, dont lesquels l'attitude sexy et les paroles suggestives qu'elle abordaient à l'époque de la sortie de son single Honey, premier single de son opus Butterfly, ainsi qu'un remix urbain aussi produit par Jermaine Dupri et le vidéoclip qui accompagne la chanson démontrant Mariah Carey en train de jouer un agent secret, ont largement influencés Jessica Simpson dans sa nouvelle image et pour la promotion de ce single. Jessica Simpson Irresistible So So Def Remix featuring Lil'Bow & JD vidéo officielle Youtube.com

## Performance commerciale
Aux États-Unis, l'album est commercialisé à bas prix, dût au peu de pistes présentes sur l'opus et de ce fait, atteint la 18e place au Billboard Top électronique Albums. Cet opus dit "compilation de remixes" a été réalisée dans le but de prolonger mais aussi d'augmenter les ventes du second album de Jessica : Irresistible. Toutefois, la compilation se vend seulement à 100.000 exemplaires aux États-Unis et 1 million d'exemplaires dans le monde entier.

## Liste des titres
| No | Titre                                                      | Remixeur(s)    | Durée |
| -- | ---------------------------------------------------------- | -------------- | ----- |
| 1. | I Wanna Love You Forever (Soul Solution Club Mix)          | Soul Solution  | 4:04  |
| 2. | I Wanna Love You Forever (Soul Solution Extended Club Mix) | Soul Solution  | 9:28  |
| 3. | I Think I'M In Love With You (Peter Rauhofer Club Mix)     | Peter Rauhofer | 9:19  |
| 4. | I Think I'M In Love With You (Lenny B's Club Mix)          | Lenny Bertoldo | 9:39  |
| 5. | Irresistible (So So Def Remix (featuring Lil Bow Wow)      | Jermaine Dupri | 3:35  |
| 6. | Irresistible (Hex Hector Club Mix)                         | Hex Hector     | 8:54  |
| 7. | A Little Bit (Chris "The Greek" and Guido Club Mix)        | Guido Osorio   | 7:55  |

## Classement hebdomadaire
| Chart (2002)                         | Peak position |
| ------------------------------------ | ------------- |
| US Billboard Dance/Electronic Albums | 18            |

## Personnel
- Phil Tan - mixeur
- Guido Osorio - remixeur, producteur
- Soul Solution - remixeur, producteur
- Peter Rauhofer - remixeur, producteur
- Hex Hector - remixeur, producteur
- Lenny Bertoldo - remixeur, producteur
- Lil Bow Wow - rappeur
- Bryan-Michael Cox - remixeur
- Theresa LaBarbera Whites - A&R
- Jermaine Dupri - remixeur producteur et mixeur
- Brian Frye - ingénieur

Source.